# Epidemische Lage
Die epidemische Lage, auch epidemische Situation genannt, ist die Beschreibung und Einschätzung einer Epidemie-Situation in einem bestimmten Gebiet zu einer bestimmten Zeit, wobei Aussagen getroffen werden zum Auftreten von Infektionskrankheiten, zum Zirkulieren von Krankheitserregern und weiteren Einflussfaktoren, wie soziale und ökologische Einflussfaktoren.

## Definition und Bezeichnung
Nach dem Robert Koch-Institut ist eine epidemische Lage die : „[…] Beschreibung und Einschätzung einer Situation in einem bestimmten Gebiet zu einer bestimmten Zeit mit Aussagen zum Auftreten infektiöser Erkrankungen, zum Zirkulieren von Erregern und zu sozialen oder ökologischen Einflussfaktoren.“ Oft wird statt von einer epidemischen Lage fälschlicherweise von einer „epidemiologischen Situation“ gesprochen. Eine „epidemiologische Situation“ wäre aber die Situation der Wissenschaft Epidemiologie an sich und trifft daher keine Aussagen über ihre Untersuchungsgegenstände, etwa die Ausbreitung von Infektionskrankheiten und weiteren Einflussfaktoren, die Einfluss auf den Verlauf einer Epidemie haben.
Eine epidemische Situation ist von einer hyperendemischen Situation abzugrenzen. Eine hyperendemische Situation begünstigt das Vorkommen von sogenannten hyperendemischen Regionen bzw. geografischen Fall-Clustern. Dies sind Regionen mit einer anhaltenden akut erhöhten lokalen Inzidenz. Das Beiwort hyperendemisch bedeutet: „eine anhaltende hohe Anzahl an Neuerkrankungen (Inzidenzen)“. Dagegen ist eine epidemische Situation ist ein zeitlich und örtlich begrenztes vermehrtes Auftreten von Krankheitsfällen bzw. Inzidenzen.

## Einschätzung einer Epidemie-Situation in Deutschland
Die Beschreibung und Einschätzung der epidemischen Lage einer Krankheit in Deutschland wird durch das Robert Koch-Institut (RKI) vorgenommen. Während der COVID-19-Pandemie in Deutschland informiert das RKI die Allgemeinbevölkerung zur epidemischen Lage aufgrund von sogenannten täglichen Lageberichten (Täglicher Lagebericht des RKI zur Coronavirus-Krankheit-2019). In den täglichen Lageberichten wird die Bewertung der epidemischen Lage vorgenommen durch Daten, Einschätzungen und Fakten: 1.) zur allgemeinen aktuellen Einordnung, 2.) zur geografischen Verteilung, 3.) zum zeitlichen Verlauf, 4.) zur Betreuung, Unterbringung und Tätigkeit in Einrichtungen, 5.) zu Ausbrüchen, 6.) zur Schätzung der Fallzahlen unter Berücksichtigung des Verzugs (Nowcasting) und der Reproduktionszahl (R) und 7.) zu abschließenden Hinweisen zur Datenerfassung und -bewertung.

## Ressourcenmanagement bei einer epidemischen Lage
Bei einer epidemischen Lage können die medizinischen und personellen Ressourcen bis zur Erschöpfung ausgelastet sein. Bei einer angemessenen Planung müssen Aktionspläne berücksichtigt werden, die die Morbidität und Mortalität der Allgemeinbevölkerung minimieren und gleichzeitig den angemessenen Einsatz medizinischer und menschlicher Gesundheitsressourcen maximieren.

## Epidemisch bedeutsame Lage
Das RKI befasst sich im Rahmen von Krisenmanagement und -planung mit sogenannten epidemisch bedeutsamen Lagen. Unter die Definition einer epidemisch bedeutsamen Lage (biologischen Ursprungs) fallen nach dem RKI folgende Ereignisse: Das Auftreten von Infektions- bzw. Krankheitsfällen (Inzidenzen) bedrohlich übertragbarer Krankheiten (gemäß § 2 Nr. 3a IfSG) an einem bestimmten Ort zu einem bestimmten Zeitpunkt, die über das zu erwartende Maß hinaus gehen. Zudem wird das örtlich oder zeitlich gehäufte Auftreten von bedrohlichen Krankheiten, die über das zu erwartende Maß hinaus gehen und möglicherweise durch Krankheitserreger oder Toxine verursacht worden wird, zu den Ereignissen epidemisch bedeutsamer Lage gezählt. Schließlich wird auch die Möglichkeit (sofern sie konkret begründet ist), dass es in Zukunft zum Auftreten von Krankheiten nach den oben beschriebenen Szenarien kommt, als ein Ereignis epidemisch bedeutsamer Lage betrachtet. Je nachdem wie viele Personen von den genannten möglichen Ereignissen wahrscheinlich betroffen sein werden, die Wahrnehmung in der Bevölkerung ist, die Schwere der Verlaufsform und sich die örtliche Begrenztheit gestaltet, unterscheidet man in drei Schweregrade: 1.) Epidemische bedeutsame Lage geringen Schweregrades, 2.) Epidemische bedeutsame Lage mittleren Schweregrades und 3.) Epidemische bedeutsame Lage hohen Schweregrades.
Das RKI  behält sich vor, bei einer epidemischen Lage mittleren Schweregrades oder bei kleineren Ausbruchsereignissen eine Koordinierungsstelle einzurichten, um die höhere Arbeitsbelastung, die durch diese Ereignisse entsteht zu kompensieren. In der Vergangenheit wurde dies beispielsweise bei der Ebolafieber-Epidemie 2014 bis 2015 vorgenommen.

## Epidemische Lage von nationaler Tragweite
Die „epidemische Lage von nationaler Tragweite“ ist ein unbestimmter Rechtsbegriff, die in Deutschland vorliegt, „wenn eine ernsthafte Gefahr für die öffentliche Gesundheit in der gesamten Bundesrepublik Deutschland besteht, weil die Weltgesundheitsorganisation eine gesundheitliche Notlage von internationaler Tragweite ausgerufen hat und die Einschleppung einer bedrohlichen übertragbaren Krankheit in die Bundesrepublik Deutschland droht oder eine dynamische Ausbreitung einer bedrohlichen übertragbaren Krankheit über mehrere Länder in der Bundesrepublik Deutschland droht oder stattfindet“ (§ 5 Abs. 1 Nr. 6 IfSG). Die Feststellung einer epidemischen Lage von nationaler Tragweite trifft der Deutsche Bundestag (§ 5 Abs. 1 Satz 1 IfSG).

## Modelle und Parameter zur Bewertung einer epidemischen Lage

### SEIR-Modell
Zur Bewertung einer epidemischen Situation, kann das SEIR-Modell herangezogen werden. Da die Parameter von SEIR-Modellen für verschiedene Szenarien unterschiedlich sind, kann es zur Modellierung der Dynamik eines Krankheitsverlaufs und zur Vorhersage einer Epidemie-Situation verwendet werden.

### Basisreproduktionszahl
Die Basisreproduktionszahl lässt Rückschlüsse auf die Dynamik eines Krankheitsausbruchs zu. Sie ist definiert als „mittlere“ Anzahl an Sekundärübertragungen, die durch ein Individuum in einer anfälligen Population hervorgerufen wurde. Allerdings ist sie isoliert betrachtet wenig aussagekräftig. Daher wird oft zusätzlich der Überdispersionsparameter hinzugezogen.

### Überdispersionsparameter
Der Überdispersionsparameter kann als Maß für die Wirkung von Superspreading interpretiert werden und gibt den Grad der Überdispersion an. Sowohl die Basisreproduktionszahl, als auch der Überdispersionsparameter lassen sich gemeinsam mittels statistischer Verfahren schätzen (siehe Überdispersion#Anwendung in der Epidemiologie).

### Fall-Verstorbenen-Anteil
Der Fall-Verstorbenen-Anteil ist der Anteil der Personen mit einer bestimmten diagnostizierten Erkrankung, die an dieser Erkrankung sterben. Mit dem Fall-Verstorbenen-Anteil kann ebenso die Virulenz einer Krankheit abgeschätzt werden, falls der Tod das einzige Kriterium für die Schwere der Krankheit ist.

### Epidemischer Bewertungsindex
He Yun-ting und Mitautoren schlagen im Rahmen der COVID-19-Pandemie ein Maß zur Bewertung einer epidemischen Lage vor, das sie „epidemischer Bewertungsindex“ nennen. Dieser wird auf Basis eines gleitenden 7-Tage-Mittels der logarithmisch transformierten täglichen Neuinfektionen ermittelt. Auf Grundlage dieses Index kann dann die epidemische Lage abgeschätzt werden, indem der Index mit dem Wert 1 verglichen wird. Falls der Wert dieses Index unter 1 fällt, ist dies ein Hinweis darauf, dass die Epidemie ihren Infektionsgipfel erreicht hat.